# European Women in Mathematics

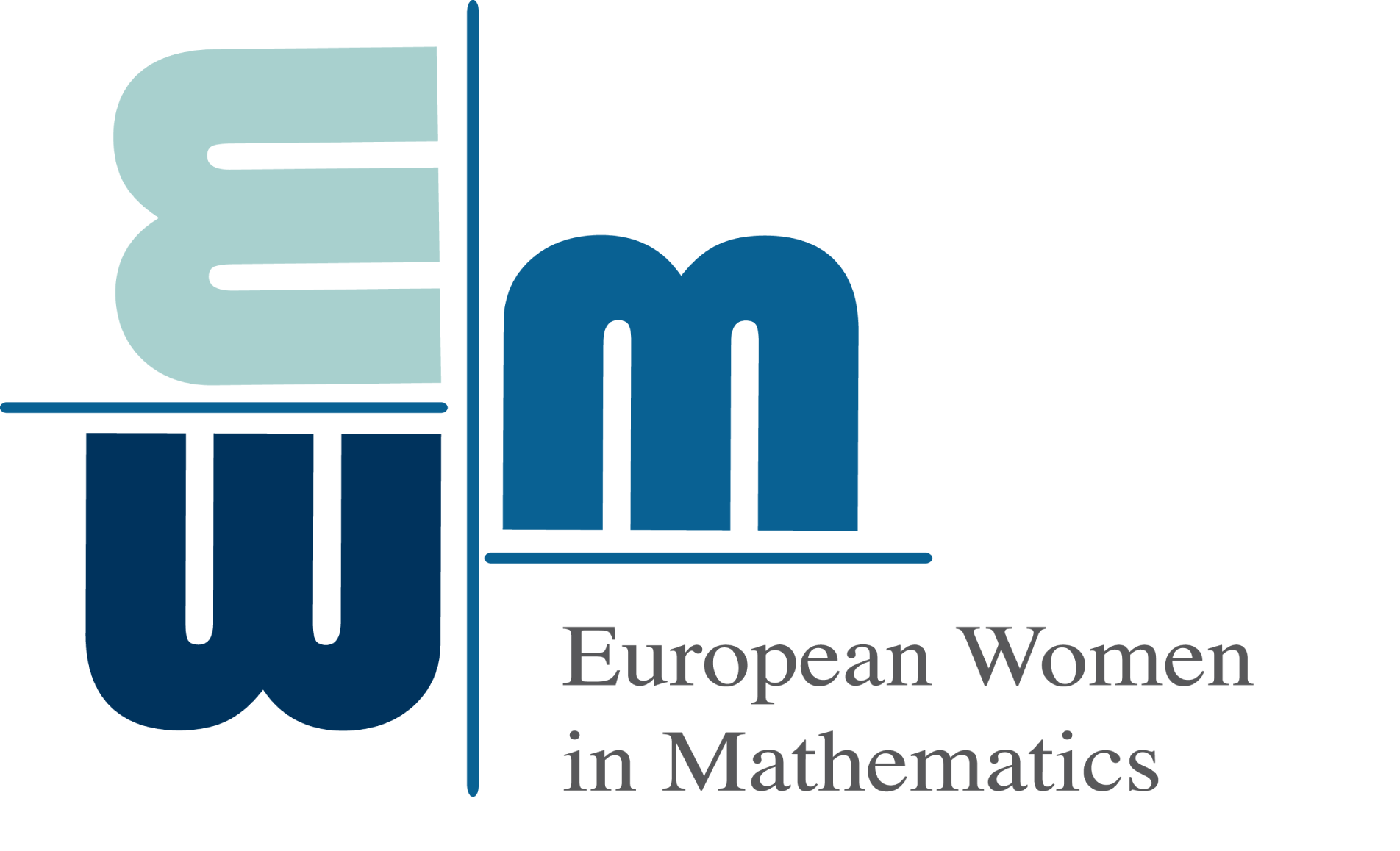

European Women in Mathematics (EWM) is een Europese vereniging van vrouwelijke wiskundigen of meer algemeen, vrouwen die werkzaam zijn op het gebied van de wiskunde in Europa. De vereniging is opgericht in 1986. In 2013 werd een vergelijkbare vereniging opgericht in Nederland: EWM - The Netherlands (EWM-NL), waarvan Maria Vlasiou sinds 2017 de voorzitter is. 
De vereniging speelt een actieve rol bij strategisch beleid om de rol van vrouwen in de wiskunde te promoten en biedt haar leden directe steun.  Het is de "eerste en bekendste" van verschillende organisaties die zich inzetten voor vrouwen in de wiskunde in Europa. 

## Missie
European Women in Mathematics heeft als doelstellingen vrouwen aan te moedigen wiskunde te studeren, vrouwen te ondersteunen in hun loopbaan, een ontmoetingsplaats te bieden voor gelijkgestemden en vrouwelijke wiskundigen zichtbaar te maken. Op deze manier, en door wetenschappelijke communicatie te bevorderen en samen te werken met groepen en organisaties met vergelijkbare doelen, verspreidt de vereniging haar visie op wiskunde en wetenschap.

### Mentorschap
EWM heeft een mentorprogramma waar vrouwelijke wiskundigen op ieder gewenst moment aan kunnen gaan deelnemen. EWM koppelt in het algemeen een jonger lid aan een meer ervaren lid, zodat zij samen ervaringen kunnen uitwisselen en elkaar kunnen motiveren en inspireren.

### Subsidies
EWM kent jaarlijks reisbeurzen toe aan vrouwelijke wiskundigen. De reisbeurzen worden toegekend aan EWM-leden die zich in een vroeg stadium van hun carrière bevinden of die werken aan een minder bedeeld instituut en daardoor financiële middelen (in 2021 voor reis- en/of accommodatie, tot 400 EUR) nodig hebben om een belangrijke conferentie op hun vakgebied bij te wonen en er te spreken. 

## Overige regelmatige activiteiten
Om de twee jaar houdt EWM een algemene vergadering en een zomerschool. Bovendien houdt EWM een lijst met open vacatures bij binnen wiskundige onderzoeksgroepen om zowel de deelname van vrouwelijke wiskundigen in de academische wereld te stimuleren, als ook om een extra service te bieden aan haar leden. Minimaal twee keer per jaar verschijnt er een Europese nieuwsbrief.  EWM-NL verspreidt zelf ook een nieuwsbrief onder haar leden, met relevante informatie voor wiskundigen in Nederland. 

### Algemene Bijeenkomsten
EWM houdt om het jaar een algemene bijeenkomst (General Meeting) in de vorm van een conferentie van een week met een wetenschappelijk programma bestaande uit minisymposia over wiskundige onderwerpen, alsmede discussies over de situatie van vrouwen in het veld en een algemene ledenvergadering.
Algemene bijeenkomsten zijn gehouden in Parijs (1986), Kopenhagen (1987), Warwick (1988), Lissabon (1990), Marseille (1991), Warschau (1993),  Madrid (1995),  Trieste ICTP ( 1997), Hannover (1999), Malta (2001), Luminy (2003), Volgograd (2005), Cambridge (2007), Novi Sad (2009), Barcelona (2011), Bonn ( 2013), Cortona (2015) en Graz (2018).

### Activiteiten tijdens internationale conferenties
EWM houdt satellietconferenties rond het European Congress in Mathematics en neemt deel aan internationale conferenties voor vrouwelijke wiskundigen: voorheen ICWM - International Conference of Women in Mathematics, vervolgens International Congress of Women in Mathematicians en tegenwoordig World Meeting for Women in Mathematicians.

## Geschiedenis
Hoewel de groep die EWM werd, al in 1974 begon met het houden van informele bijeenkomsten, is EWM pas officieel opgericht in 1986 als een organisatie door Bodil Branner, Caroline Series, Gudrun Kalmbach, Marie-Françoise Roy en Dona Strauss, geïnspireerd door de activiteiten van de Association for Women in Mathematics in de VS. In 1993 werd kreeg de organisatie een verenigingsstructuur naar Fins recht met zetel in Helsinki . Daaraan voorafgaand werd tussen 1987 en 1991 de basisstructuur gedefinieerd, met een voorzitter, een vast comité en coördinatoren. In 1994 werd een EWM-e-mailnetwerk opgericht, gevolgd door een website in 1997.
De organisatie werkt samen met het wetenschappelijk comité Vrouwen in de Wiskunde van de European Mathematical Society, 

## Voorzitters en vice-voorzitters
| periode   | voorzitter                               | plaatsvervangend voorzitter      | plaatsvervangend voorzitter     |
| --------- | ---------------------------------------- | -------------------------------- | ------------------------------- |
| 1993-1994 | Anna Romanowska (Polen)                  |                                  |                                 |
| 1996-1997 | Sylvie Paycha (Frankrijk)                | Capi Corrales (Spanje)           |                                 |
| 1998-1999 | Laura Fainsilber (Zweden)                | Irene Sciriha (Malta)            | Inna Jemelyanova                |
| 2000-2001 | Irene Sciriha (Malta)                    | Christine Bessenrodt (Duitsland) | Laura Fainsilber (Zweden)       |
| 2002-2003 | Ljudmila Bordag (Duitsland)              | Irene Sciriha (Malta)            | Francine Diener (Frankrijk)     |
| 2004-2005 | Laura Tedeschini-Lalli (Italië)          | Marjo Lipponen (Finland)         | Marie Demlova (Tsjechië)        |
| 2006-2007 | Marjo Lipponen (Finland)                 | Karma Dajani (Nederland)         | Laura Tedeschini-Lalli (Italië) |
| 2008-2009 | Frances Kirwan (VK)                      | Marjo Lipponen (Finland)         |                                 |
| 2010-2011 | Marie-Françoise Roy (Frankrijk)          | Frances Kirwan (VK)              |                                 |
| 2012-2013 | Marie-Françoise Roy (Frankrijk)          | Lisbeth Fajstrup (Denemarken)    |                                 |
| 2013-2016 | Susanna Terracini (Italië)               | Angela Pistoia (Italië)          |                                 |
| 2016-2020 | Carola-Bibiane Schönlieb (Oostenrijk/VK) | Elena Resmerita (Oostenrijk)     |                                 |
| 2020-2022 | Andrea Walther (Duitsland)               | Kaie Kubjas (Finland)            |                                 |

## Vergelijkbare verenigingen
Er zijn veel vergelijkbare verenigingen die ook aandacht hebben voor of vestigen op vrouwen in de wiskunde. Bijvoorbeeld:
- International Mathematical Union (IMU) Comité voor vrouwen in de wiskunde[9]
- EMS Women in Mathematics Committee[10]
- EMS/EWM Scientific Committee[11]
- Femmes et mathématiques[12]
- EWM - The Netherlands[13]
- LMS London Mathematical Society, Committee for Women and Diversity[14]
- Korea Women in Mathematical Sciences[15]
- AWM, Association for Women in Mathematics[16]
- Women in Math Project met onder andere biografieën over vrouwelijke wiskundigen[17]